# Räbke
Räbke ist eine Gemeinde in der Samtgemeinde Nord-Elm im Landkreis Helmstedt in Niedersachsen, die erstmals 1153 als Ridepe urkundlich erwähnt wird. Das Dorf am Nordostrand des Elms ist ein Naherholungsort mit einem ausgedehnten Wanderwegnetz, beginnend im Quellgebiet der Schunter.

## Geschichte

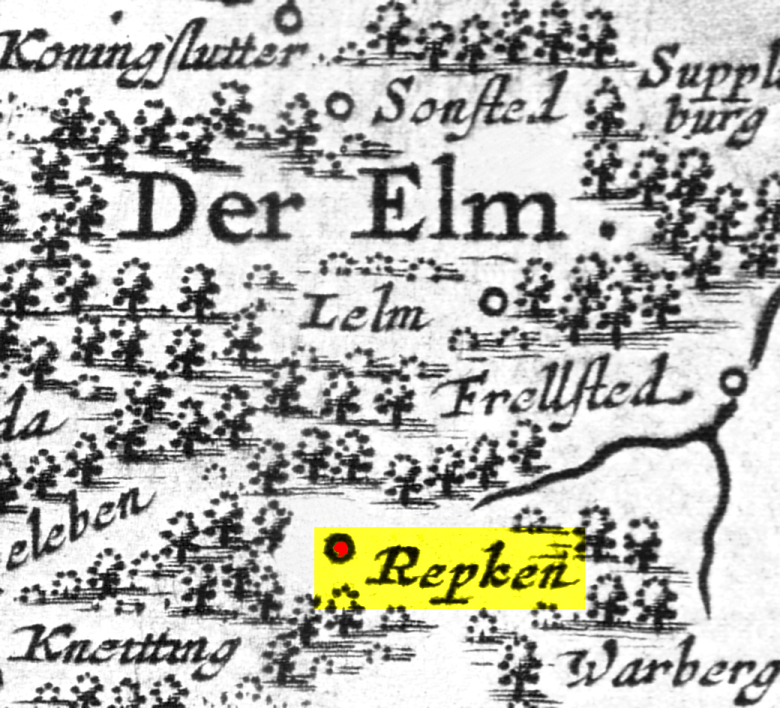
Räbke auf einer Karte vom Elm um 1700 (nachträglich koloriert)

### Vorgeschichte
In der Umgebung von Räbke gefundene Artefakte aus Feuerstein, Steinwerkzeuge sowie Feuersteinbeile lassen auf eine menschliche Anwesenheit von Jägern und Sammlern in der Altsteinzeit sowie der Mittelsteinzeit schließen.
Von einer Besiedlung in der Jungsteinzeit durch Ackerbauern und Viehzüchter zeugen zahlreiche auf den Äckern gefundene Artefakte, wie Grünsteinbeile, Schleifsteine und Schuhleistenkeile. Bei Ausschachtungsarbeiten für eine Wasserleitung wurde 1950 im südlichen Bereich von Räbke in einer Bodentiefe von etwa einem Meter ein menschliches Skelett entdeckt. Es handelte sich um eine beigabenlose Bestattung einer Frau in mittlerem Alter in Rücken-Hocker-Lage, die vermutlich in der Jungsteinzeit erfolgte. Die Ausgrabung nahm der Bodendenkmalpfleger Franz Niquet vom Braunschweigischen Landesmuseum für Geschichte und Volkstum vor. In unmittelbarer Nähe der Fundstelle wurde bereits 1938 ein menschlicher Schädel gefunden, was auf ein vorgeschichtliches Gräberfeld hindeutet.
Räbker Funde aus der Bronzezeit sind ein Handbeil, eine Klinge und eine Nadel aus Bronze.
Hinterlassenschaften aus dem 3. bis 6. Jahrhundert bestehen in Form des Grabhügelfeldes Ole Hai am Rand des Elms zwischen Räbke und Lelm. Bereits 1778 beschrieb der Pastor Johann Christian Dünnhaupt aus Lelm Urnenfunde auf dem Gräberfeld.

### Name
Erstmals urkundlich erwähnt wird Räbke als Ridepe in einem auf Burg Gatersleben unterzeichneten Dokument des Bischofs Ulrich von Halberstadt, als er am 2. Dezember 1153 die Besitzungen des Klosters St. Johannes bestätigte. Danach gehörten dem Kloster unter anderem Häuser und Ackerland in Räbke. In weiteren urkundlichen Erwähnungen wird Räbke 1225 als Redepe, 1333 als Rideppe und 1399 als Redepke genannt. Der damalige Ortsname basiert auf dem Begriff rid-apa, was Rietwasser bedeutete. Das Riet steht dabei für Riede, womit ein kleiner Bach gemeint ist. Wahrscheinlich basiert die Benennung auf der Schunter, die rund 1 km nach ihrer Quelle den Ort passiert und dort ein kleines Gewässer ist.

### Mittelalter
Räbke war von Anfang an zu größten Teilen in Besitz von Adel und Kirche. Insgesamt drei Siedlungen gab es um Räbke, die in der spätmittelalterlichen Wüstungsperiode aufgegeben wurden. Durch den Zuzug von Kötern und Brinksitzern aus den aufgegebenen Siedlungen bildete sich im Mittelalter die heutige Struktur des Haufendorfes Räbke heraus. Eine Wüstung ist die südwestlich des Dorfes gelegene einstige Siedlung Dittenrode. Nach dem Versiegen einer Quelle siedelten die Bewohner von Dittenrode nach Räbke über, so dass die Siedlung zwischen 1345 und 1461 wüst fiel.

### Mühlengeschichte

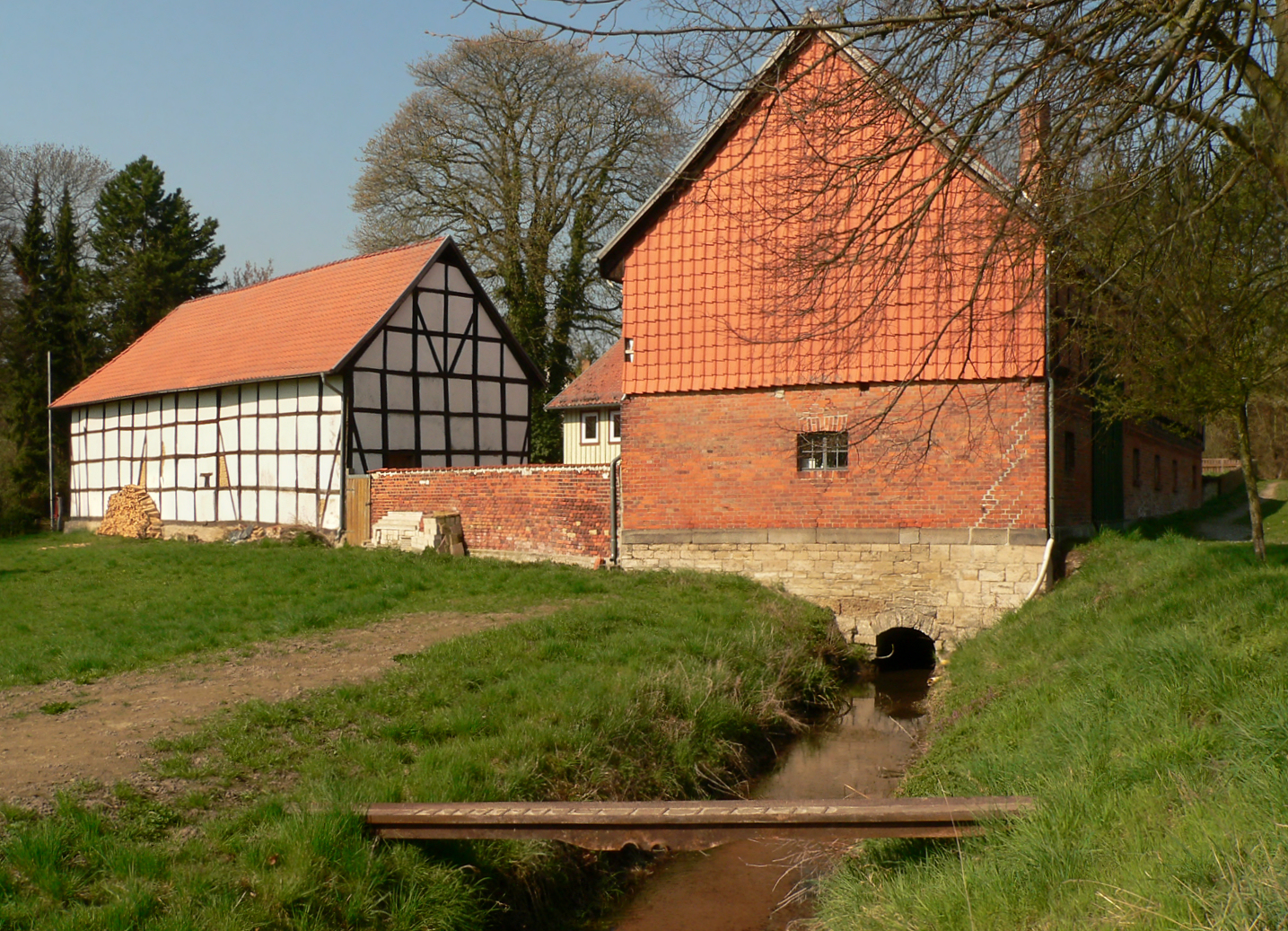
Wassermühle Liesebach

Durch die Lage an der Schunter war Räbke bereits seit dem 13. Jahrhundert ein bevorzugter Standort für Wassermühlen. 1939 führte das Mühlenkataster folgende sieben Wassermühlen im Ort auf: Obermühle, Amtsmahlmühle, Mönchsmühle, Ölmühle, Mühle Prinzhorn, Mittelmühle und die heute wieder funktionsfähige Wassermühle Liesebach. Eine weitere Mühle war die bereits im 18. Jahrhundert wüst gefallene Untermühle.
Im 18. und 19. Jahrhundert war Räbke mit dem Gewerbezweig von Papiermühlen an der Schunter ein bedeutender Ort in der überregionalen Produktion von Papier. Das war durch die quellnahe Lage mit sauberem Schunterwasser und die Nähe zur Universität Helmstedt mit ihrem erheblichen Papierbedarf für Bücher bedingt. Anfang des 18. Jahrhunderts waren vier der mindestens acht Wassermühlen im Ort Papiermühlen, mehr als irgendwo sonst im Bereich des heutigen Niedersachsens auf so engem Raum.

### 20. Jahrhundert

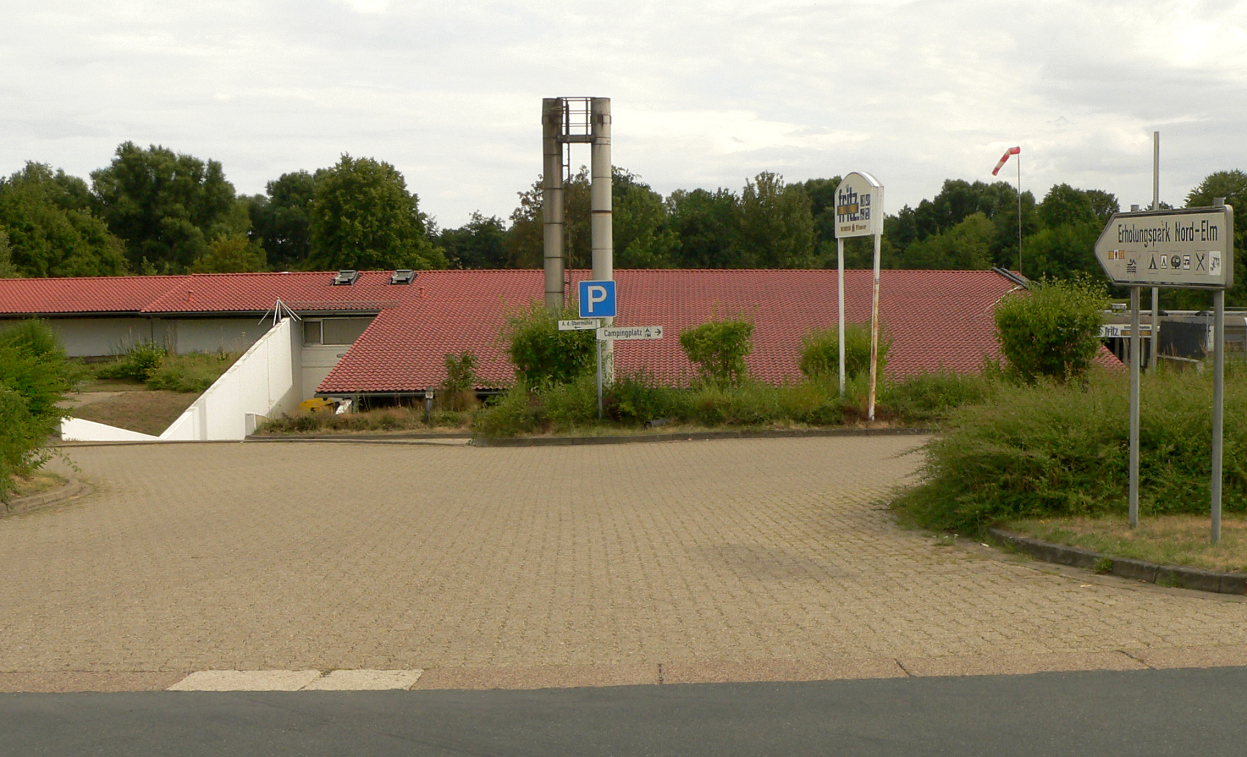
Einfahrt zum Ferienpark Nord-Elm

1970 trat die Gemeinde Räbke der in diesem Jahr gebildeten Samtgemeinde Nord-Elm bei, da absehbar war, dass sie künftigen Verwaltungsaufgaben nicht mehr gewachsen war. Ausschlaggebend für die Beitrittsentscheidung durch den Räbker Gemeinderat war, dass die Gemeinde ihre Selbstständigkeit weitgehend behalten konnte. Während Verwaltungsaufgaben zu Steuer- und Schulwesen, Friedhofsverwaltung, Abwasser sowie Brandschutz abgegeben wurden, blieb die Finanzhoheit erhalten.
Das Dorfbild mit dem Gebäudebestand aus Fachwerkhäusern und Bauernhöfen des 19. Jahrhunderts blieb bis in die Mitte des 20. Jahrhunderts nahezu gleich. Nach dem Zweiten Weltkrieg verdoppelte sich die Einwohnerzahl von 600 Personen von 1938 auf über 1300 Personen im Jahr 1952. Der Zuzug erfolgte durch Heimatvertriebene aus den Ostgebieten des Deutschen Reiches und durch Ausgebombte aus den Großstädten. Während der Wohnungsnot durch die Zuzüge nach dem Zweiten Weltkrieg wurden Anfang der 1950er Jahre nur einzelne Siedlungshäuser errichtet. Das erste Neubaugebiet war das Baugebiet „Am Heergarten“, das zwischen 1960 und 1975 entstand. 1976 hatte sich die Einwohnerzahl wieder auf dem Vorkriegsstand eingependelt und war bis 1980 mit 530 Personen rückläufig. Zu dem Zeitpunkt hatte das Dorf weniger Einwohner als 1750. Mitte der 1980er Jahre stieg die Einwohnerzahl durch neue Baugebiete wieder an. Von 1979 bis 1999 entstand das Baugebiet „Am Kirchberg“. Seit 2017 entsteht das Baugebiet „Bischofsberg“.
Am Ortsrand am Elmhang entstand von 1978 bis 1981 der Ferienpark Nord-Elm als Naherholungsanlage mit Freibad, dem Schuntersee, einem Campingplatz und einer größeren Ferienhaussiedlung.

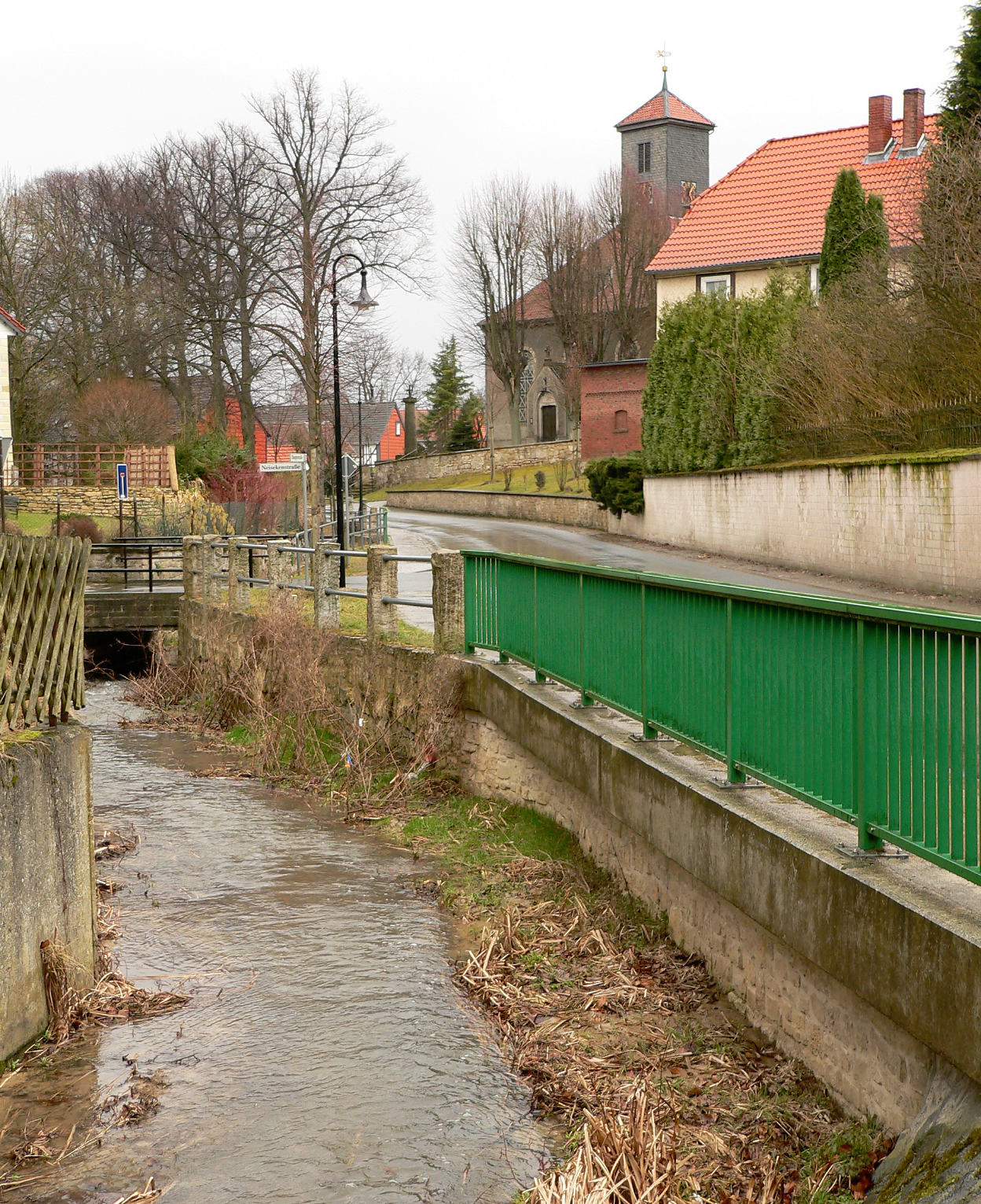
Ortsbild Räbke mit Schunter und St.-Stephani-Kirche
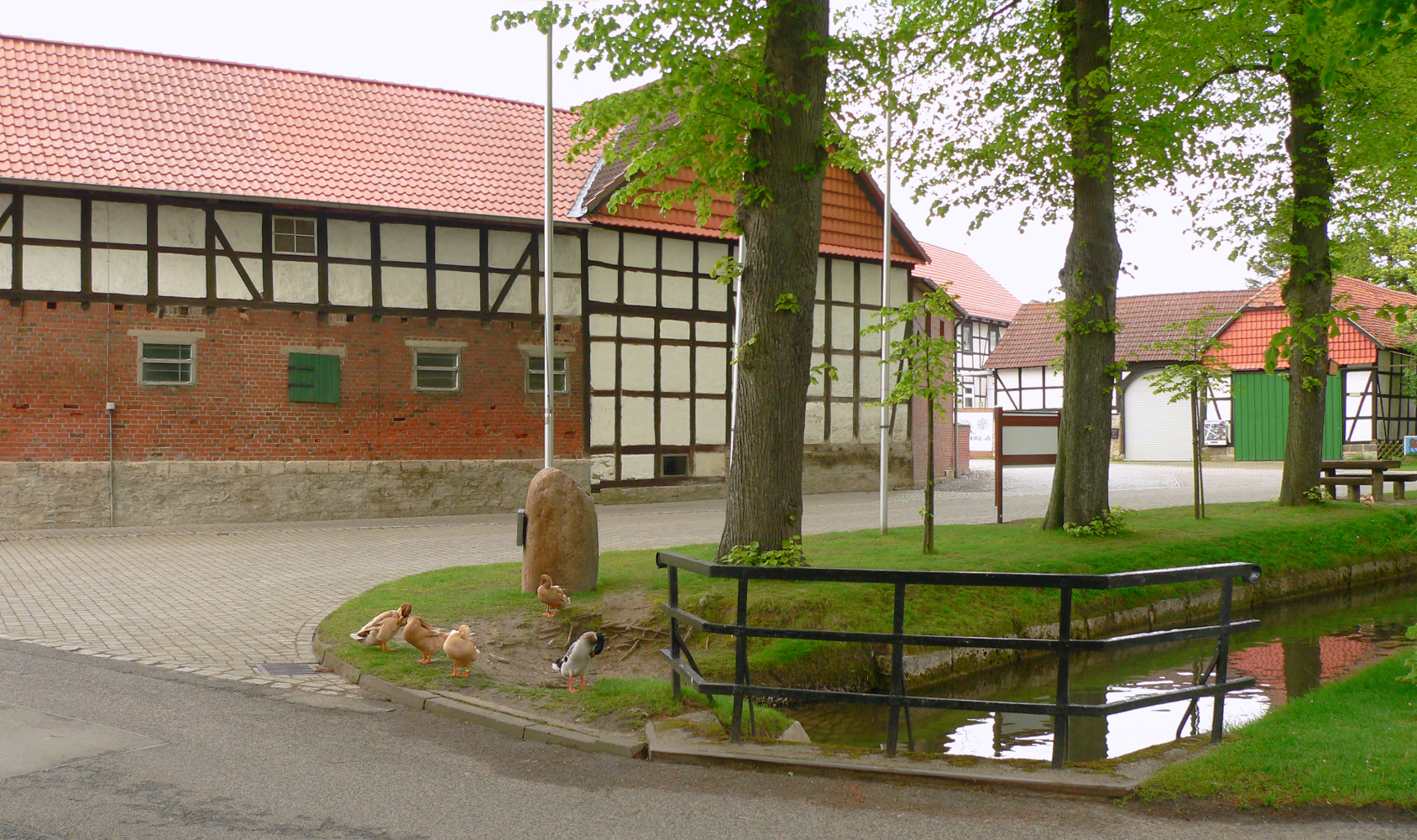
Dorfmitte mit Schunter
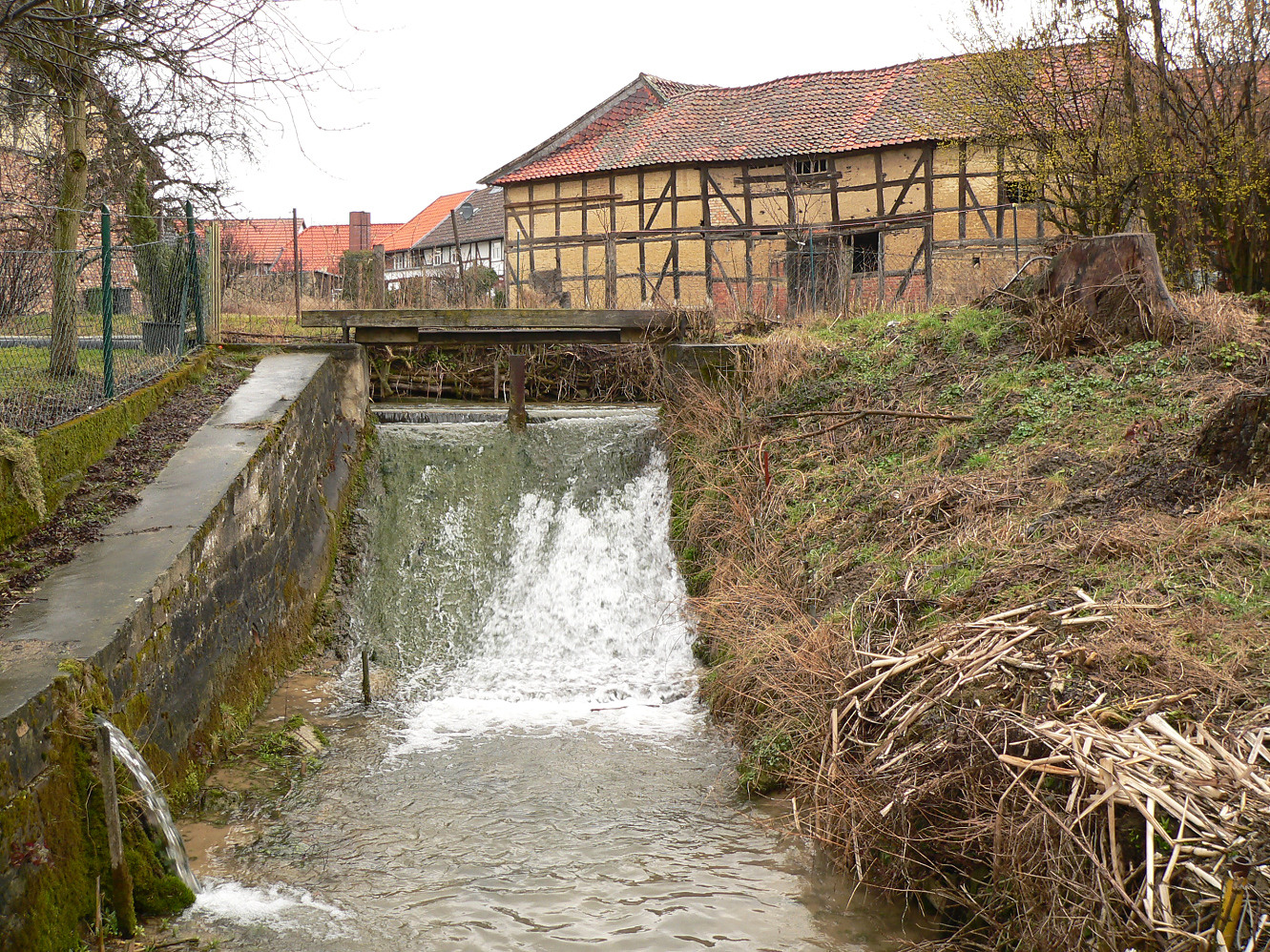
Abzweig von der Schunter zum Mühlengraben (im Vordergrund)

## Politik

### Gemeinderat
- SPD: 2
- FDP: 1
- CDU: 6

### Bürgermeister
Laut den Unterlagen der Gemeinde Räbke gab es seit Ende des 19. Jahrhunderts folgende Bürgermeister:
| von  | bis  | Name                             |
| ---- | ---- | -------------------------------- |
| 1889 | 1923 | Heinrich Vahldiek                |
| 1923 | 1933 | Fritz Weibusch                   |
| 1933 | 1943 | Heinrich Kremling                |
| 1943 | 1945 | Karl Langemann                   |
| 1945 | 1946 | Fritz Weibusch                   |
| 1946 | 1952 | Robert Probst (Gemeindedirektor) |
| 1947 | 1948 | Herbert Homann                   |
| 1948 | 1952 | Wilhelm Raschke                  |
| 1952 | 1979 | Willi Siems                      |
| 1979 | 1981 | Siegfried Helmhold               |
| 1981 | 1991 | Gerhard Hube                     |
| 1991 | 1996 | Werner Borkam                    |
| 1996 | 2006 | Klaus Röhr                       |
| 2006 |      | Rainer Angerstein (CDU)          |

## Wirtschaft
In früheren Zeiten lebten die Einwohner hauptsächlich von der Landwirtschaft oder betrieben Geschäfte sowie kleine Handwerksbetriebe. Im Jahr 1950 gab es 41 Gewerbetreibende, deren Zahl sich 1976 auf 10 verringert hatte und danach weiter zurückging. Im Landwirtschaftsbereich bestanden im Jahr 2007 fünf Vollerwerbs- und drei Nebenerwerbsbetriebe. Die fruchtbaren Böden in der Gemarkung sorgen für einen ertragreichen Ackerbau mit Zuckerrüben, Raps und Getreide.
An Unternehmen gab es mit Stand vom Jahr 2007 einen Maschinenbauhersteller und eine Tischlerei mit einem Holzsägewerk. Heute (Stand: 2022) gibt es ein Elektrounternehmen im Ort.
Die Bankfiliale und die Poststelle wurden etwa um das Jahr 2000 geschlossen. Die zeitweise fünf bestehenden Gastwirtschaften sind heute (2019) alle geschlossen.
Wasserleitungsgenossenschaft

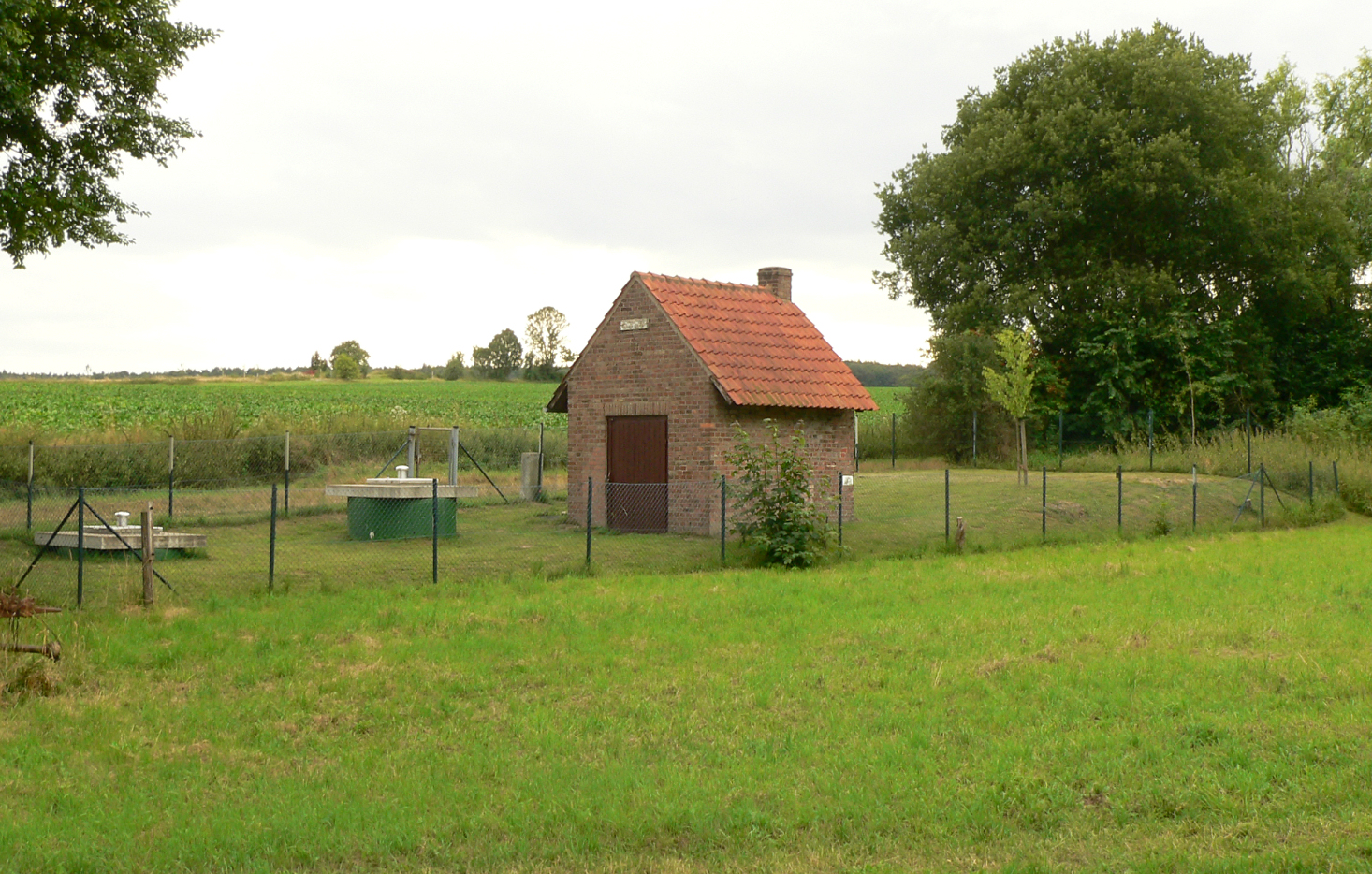
Pumpenhaus der Wasserleitungsgenossenschaft

Der Ort verfügt über eine eigene Trinkwassergewinnung und -versorgung durch die Räbker Wasserleitungsgenossenschaft eG. Sie wurde 1893 von 66 Grundstücksbesitzern gegründet, um die Wassergewinnung aus Brunnen abzulösen. Das Trinkwasser wurde in einem Brunnen oberhalb des Dorfes gewonnen und in einer Wasserleitung ins Dorf geleitet. Die Leitung wurde anfangs mit Eigendruck durch natürliches Gefälle betrieben. Aufgrund des Anstiegs der Einwohnerzahl in Räbke nach dem Zweiten Weltkrieg wurde 1949 ein neuer Brunnen von 12 Meter Tiefe gebohrt und mit einem Pumpenhaus überbaut. Erst 1975 waren alle Abnehmer mit Wasserzählern zur Verbrauchsberechnung ausgestattet.

## Sehenswürdigkeiten und Kultur
Seit 2013 liegt Räbke an einem der Wege der Jakobspilger. In der Sankt-Stephani-Kirche befindet sich eine Station des Braunschweiger Jakobswegs zwischen Magdeburg und Corvey, dessen Route entlang dem Hellweg führt.
Räbke liegt am 2019 eröffneten Schunter-Radweg, der von den beim Ort gelegenen Quellen über 71 km bis zur Mündung des Flusses in die Oker bei Braunschweig führt.

### Schunterquellen
Die Quellen der Schunter sind ein Naturdenkmal. Sie liegen etwa einen Kilometer oberhalb von Räbke in Höhe des Hauses Zur Schunterquelle in der Nähe eines Ferienhaus-Parks. Mehrere Quelltöpfe befinden sich in einem meist trockenen Graben sowie in einem erdfallartigen kurzen Seitental, aus denen das Wasser eher unscheinbar hervortritt. Dennoch ist die Schüttung der aus den verkarsteten Muschelkalk-Schichten austretenden Quellen so stark, dass schon nach wenigen Metern das Bachbett zwei Meter Breite erreicht. Die Schunter fließt von ihrer Quelle zunächst nach Nordosten in Richtung Räbke. Sie speist den künstlich angelegten Schuntersee rund 500 Meter nach der Quelle. Er hat eine Größe von etwa einem Hektar. 

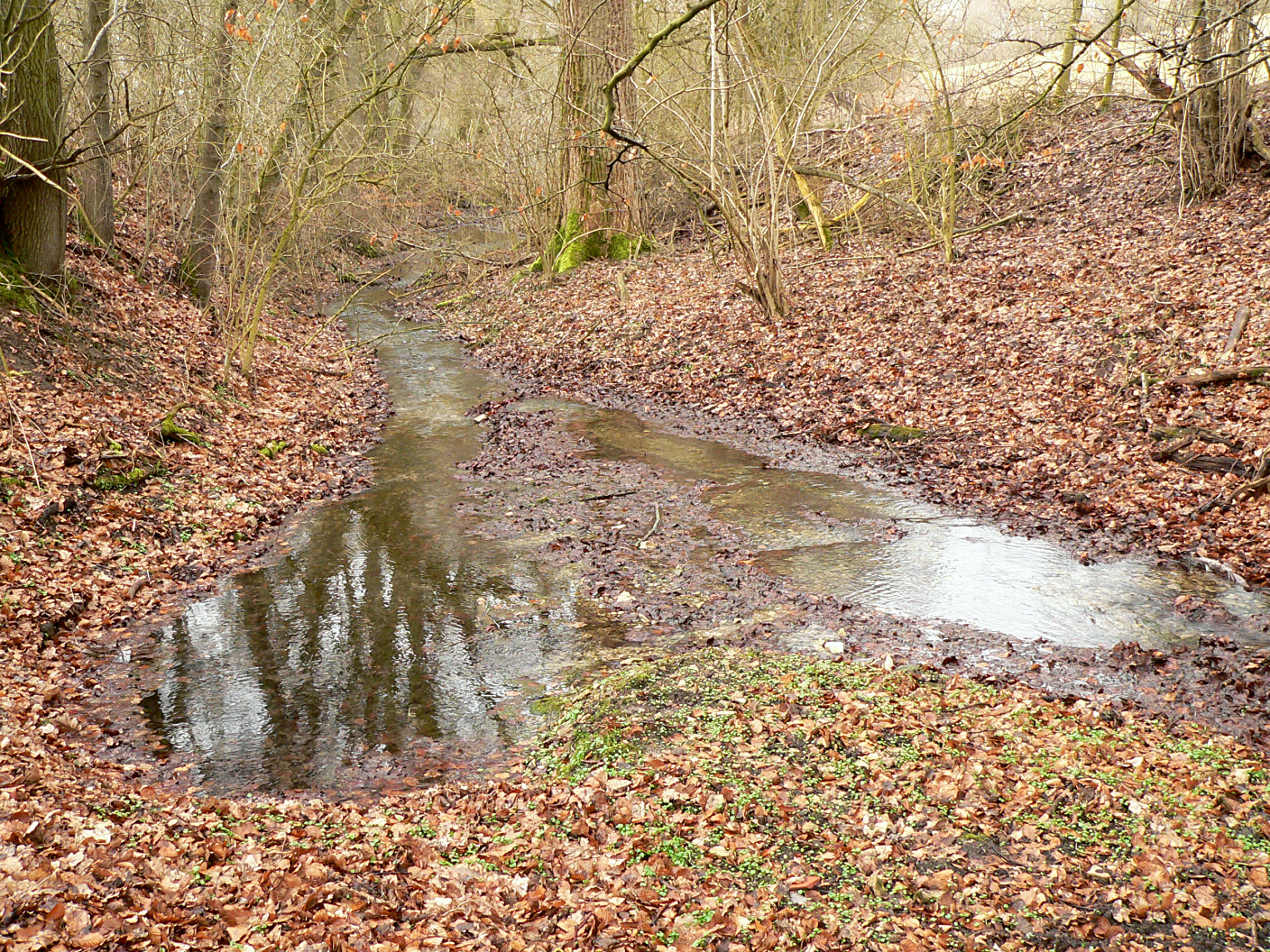
Quelltöpfe der Schunter
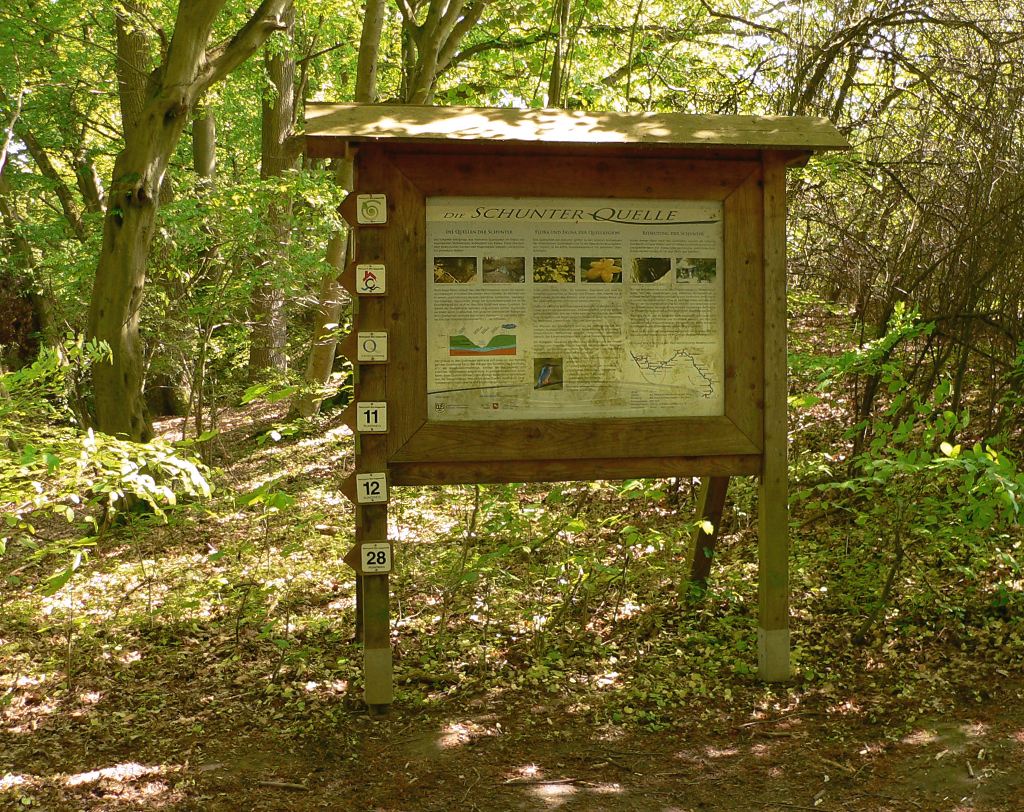
Informationstafel an der Quelle
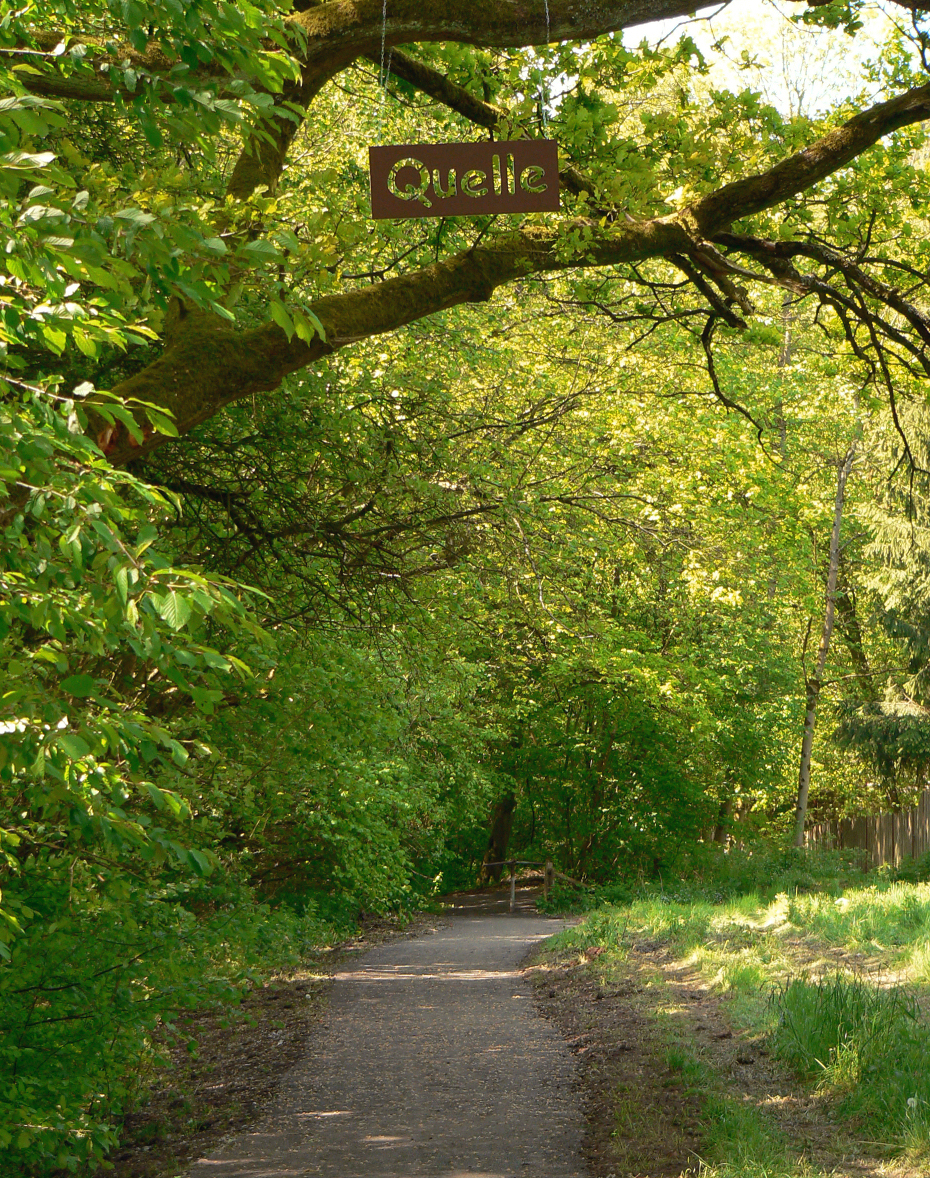
Schunter-Radweg an der Quelle
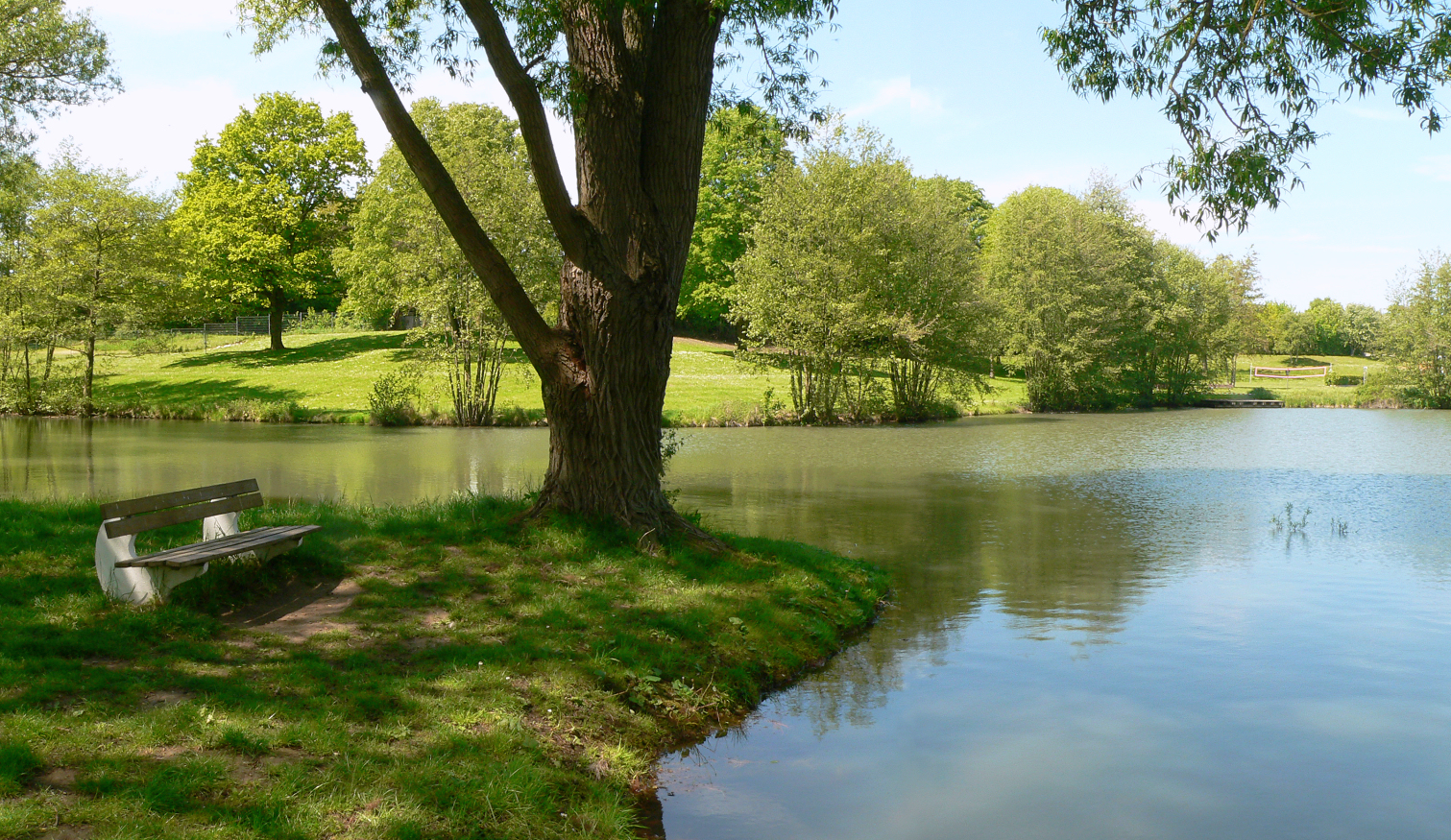
Schuntersee

### Bauwerke
Das Dorfbild ist von zahlreichen Vierseithofanlagen geprägt, die überwiegend im 19. Jahrhundert erbaut wurden. In Räbke gibt einen überdurchschnittlich hohen Bestand an Baudenkmalen im historischen Ortskern. Der Ort hebt sich mit seinen gut erhaltenen Fachwerkhäusern von den anderen Dörfern der Elm-Börde-Region ab.
Im historischen Dorfkern, der unter Denkmalschutz steht, besteht ein Geflecht an kleinen Wegen mit erhaltenen Kalksteinpflasterungen. Die Schunter verläuft als Schunterlauf und Mühlengraben zweigeteilt durch den Ort. Der Bach ist in Teilen wieder freigelegt und stellenweise mit alten Materialien durch Brücken und Pflasterungen wieder hergestellt. Es gibt einen großen Bestand an Lindenbäumen im Dorf, die vor allem am Schunterlauf und am Mühlengraben stehen.
Die Ortskirche St.-Stephani wurde 1801 nach dem Abriss einer baufälligen Vorgängerkirche erbaut. Wegen ihrer quadratischen Bauform, die von den Kirchen des Umgegend abweicht, wird das Gotteshaus im Volksmund auch als Kaffeemühle bezeichnet.
Der etwa 70 × 70 Meter große Thieplatz von Räbke am Nordrand des Dorfes ist der einzige Thie im Braunschweiger Land, der in seiner früheren Größe erhalten geblieben ist.

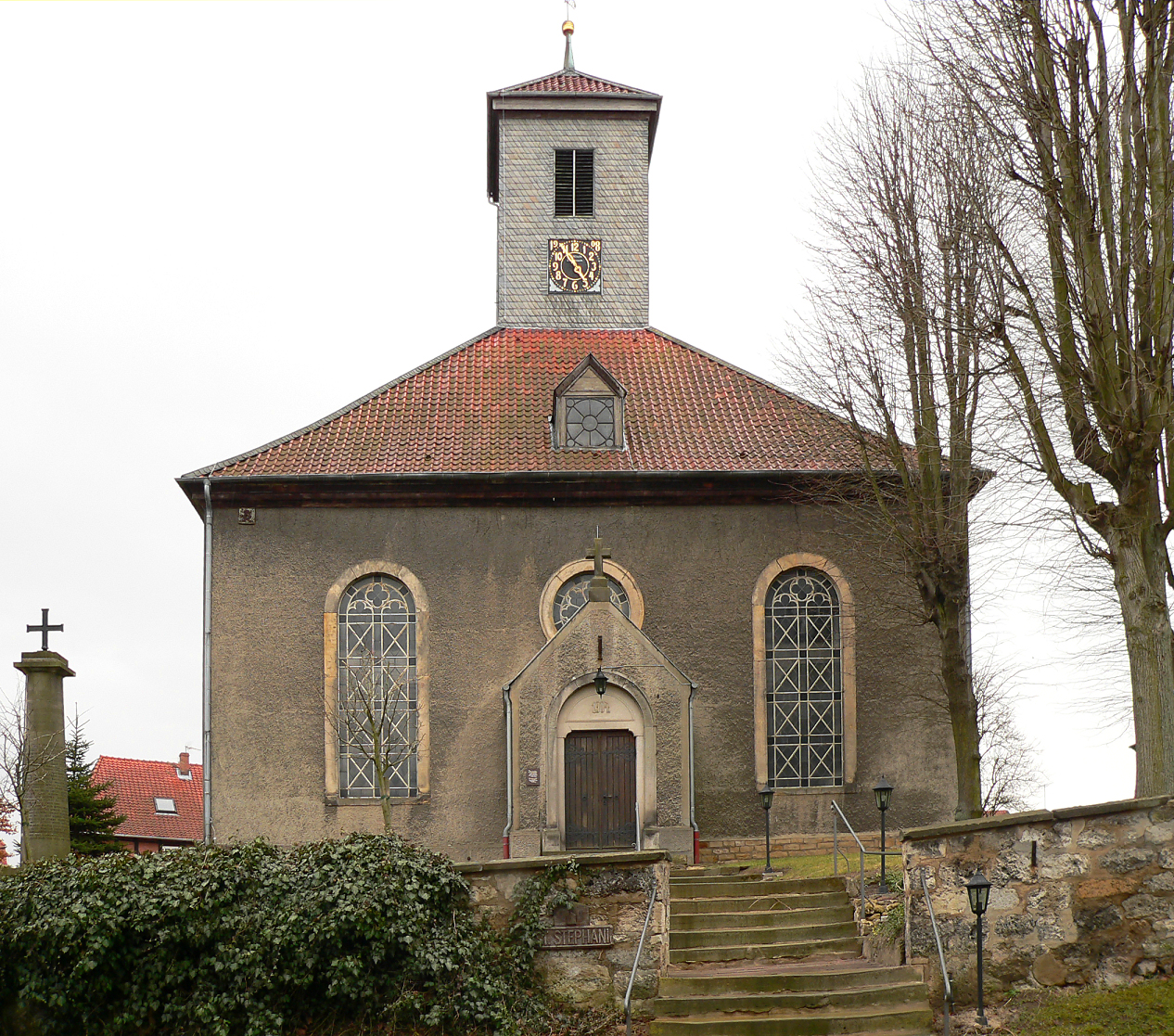
St.-Stephani-Kirche Räbke
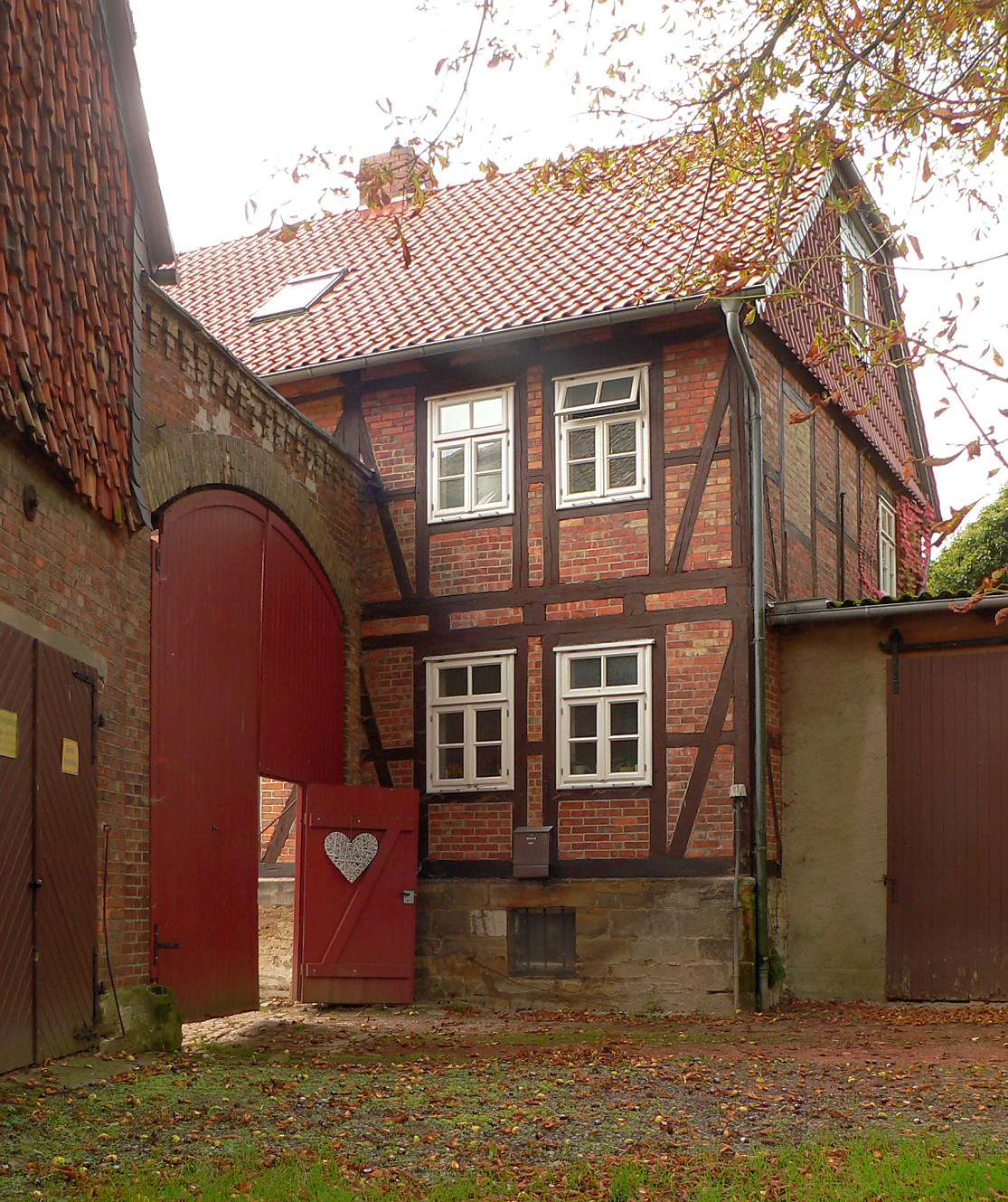
Ein Vierseithofanlage mit hohem Durchfahrtstor
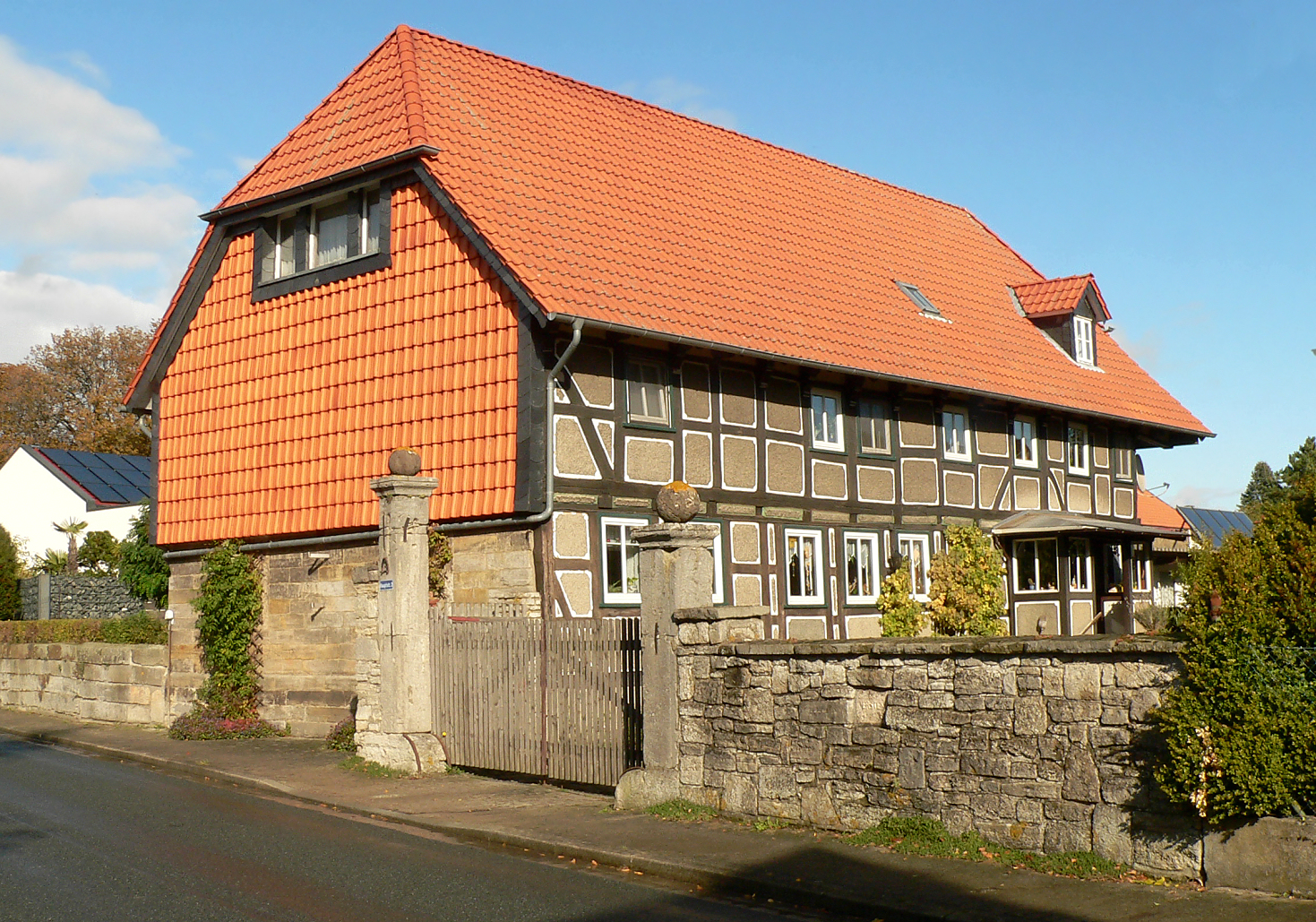
Ein typisches Wohnhaus einer Hofanlage als zweigeschossiger Fachwerkbau
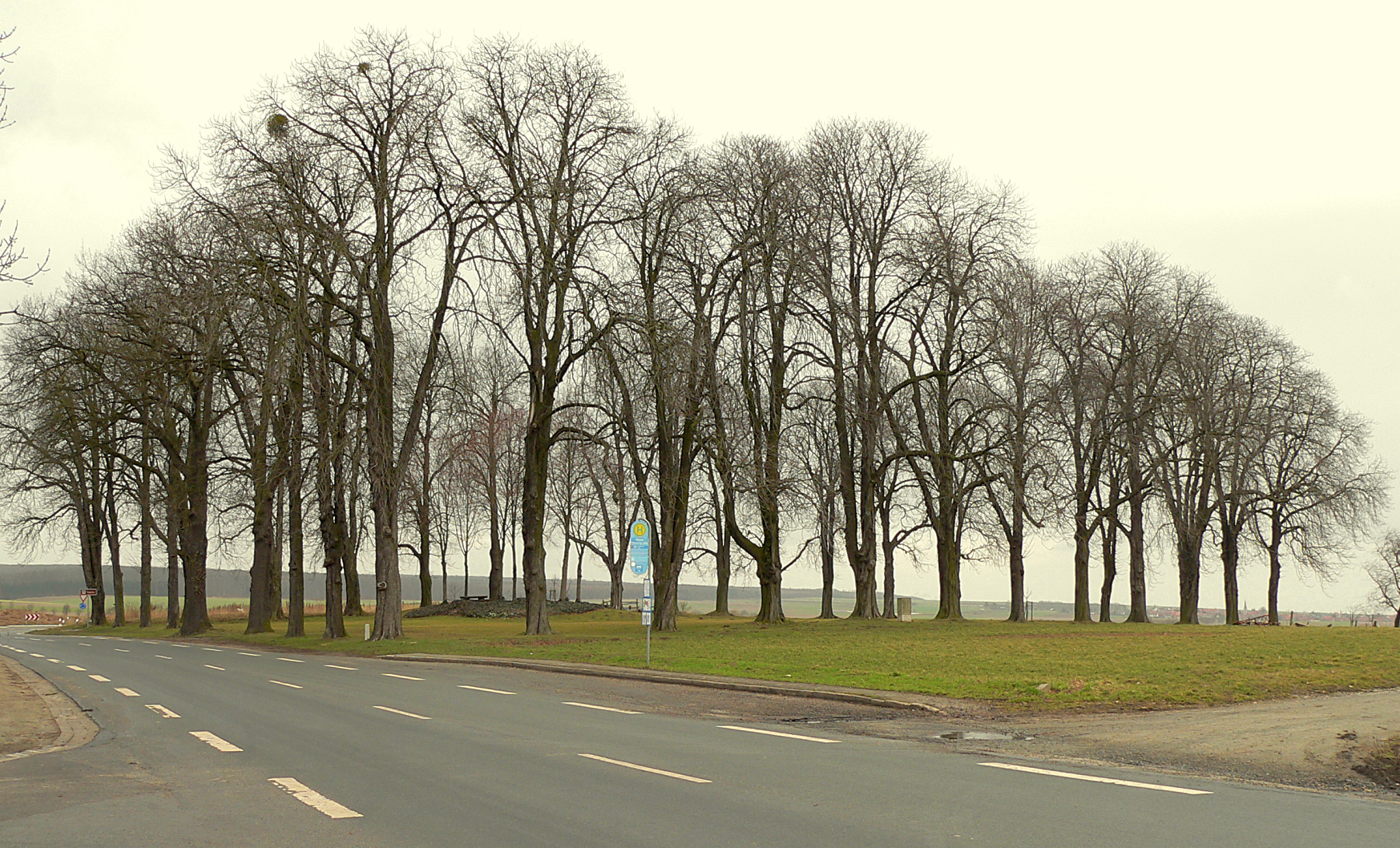
Thieplatz von Räbke am Ortsrand

### Dorfwettbewerbe

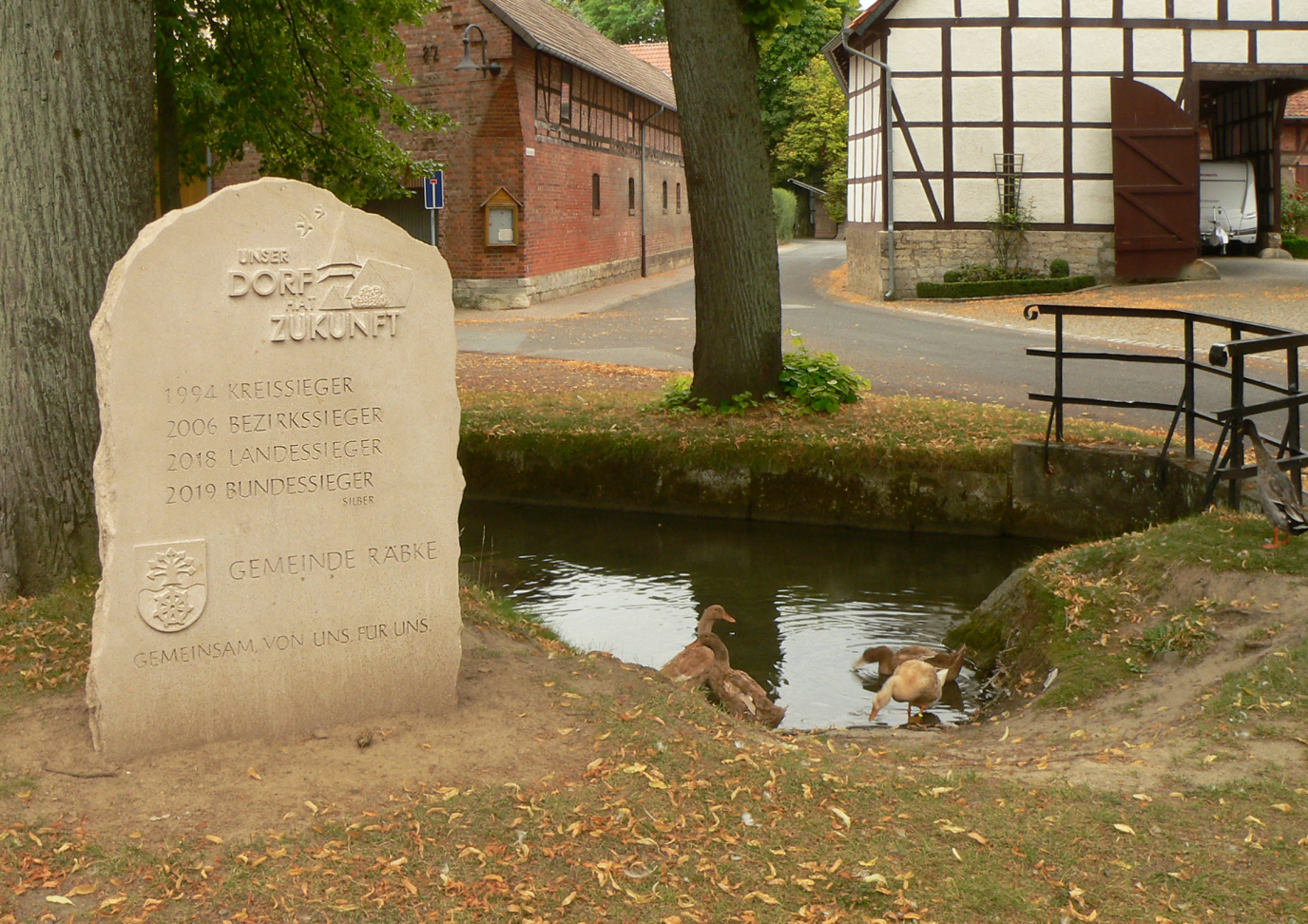
Gedenkstein zur Teilnahme an den Dorfwettbewerben in der Ortsmitte an der Schunter, 2019

Räbke wurde 1994 im Landkreis Helmstedt Sieger des Wettbewerbs Unser Dorf soll schöner werden. 2007 nahm das Dorf am Wettbewerb Unser Dorf hat Zukunft teil. Bei einer erneuten Teilnahme im Jahr 2019 wurde Räbke mit zwei weiteren Dörfern in Niedersachsen für den Bundeswettbewerb nominiert. Im Ergebnis wurde Räbke neben 14 weiteren Dörfern mit einer Silber-Medaille ausgezeichnet. Zur Teilnahme von 1994 wurde in der Ortsmitte an der Schunter ein Gedenkstein aufgestellt, der nach der Auszeichnung von 2019 erneuert wurde.

### Drehort
Räbke ist bisher Drehort folgender Filme gewesen:
- 1973: Eskalation unter dem Arbeitstitel Treibjagd, nach einem Kriminalroman von Dieter Wellershoff
- 1977–1982: Neues aus Uhlenbusch
- 2008: Böseckendorf – Die Nacht, in der ein Dorf verschwand

## Persönlichkeiten
- Georg Christian Gropius (1776–1850), Unternehmer, Archäologe und Diplomat